# 吉田輝雅
吉田 輝雅（よしだ こうが、2002年11月21日 - ）は、ジャパンラグビーリーグワンの九州電力キューデンヴォルテクスに所属しているラグビーユニオン選手。

## 経歴
東海大学付属相模高等学校では、高2の時にU17関東でKOBELCO CUP（全国高等学校合同チームラグビーフットボール大会）に出場。高3で花園（全国高等学校ラグビーフットボール大会）に出場した。
2021年、明治大学に進学。関東大学春季大会や東日本大学セブンズに出場した。
2025年4月1日、ジャパンラグビーリーグワンの九州電力キューデンヴォルテクスに加入した。